# Apothetodes
Apothetodes là một chi bướm đêm thuộc họ Cosmopterigidae.